# 山綱町
山綱町（やまつなちょう）は、愛知県岡崎市東部地区の町名。現行行政地名は山綱町（小字区域）および山綱町1丁目から2丁目。

## 地理
岡崎市の南東部に位置する。

### 河川
- 山綱川

### 小字
| - 字石ノ塔（いしのとう） - 字大入沢（おおいりさわ） - 字大平沢（おおひらざわ） - 字奥目ケ入（おくめがいり） - 字片平（かたひら） - 字門田（かどた） - 字上高上理（かみたかじょうり） - 字上中柴（かみなかしば） - 字上中野（かみなかの） - 字川原田（かわはらだ） - 字木ノ下（きのした） - 字切山（きりやま） - 字畔下（くろした） - 字下理（げり） - 字恋ノ口（こいのくち） - 字恋ノ沢（こいのさわ） - 字コハ下（こはした） - 字嶋沢（しまさわ） | - 字下中野（しもなかの） - 字下平田（しもひらた） - 字下屋敷（しもやしき） - 字新左屋敷（しんざやしき） - 字女郎買道（じょろうがいど） - 字扇子山（せんすざん） - 字高上理（たかじょうり） - 字天神（てんじん） - 字殿ケ入（とのがいり） - 字中柴（なかしば） - 字中野（なかの） - 字中屋敷（なかやしき） - 字西坂尻（にしさかじり） - 字野下（のした） - 字本寺（もとでら） - 字紅葉山（もみじやま） - 字谷下（やげ） - 字柳ケ沢（やなぎさわ） |

## 世帯数と人口
2019年（令和元年）5月1日現在の世帯数と人口は以下の通りである。
| 町丁   | 世帯数  | 人口    |
| ------ | ------- | ------- |
| 山綱町 | 481世帯 | 1,261人 |

### 人口の変遷
国勢調査による人口の推移
| 1995年（平成7年）  | 1,114人 | [ 6 ]  |  |
| 2000年（平成12年） | 1,145人 | [ 7 ]  |  |
| 2005年（平成17年） | 1,115人 | [ 8 ]  |  |
| 2010年（平成22年） | 1,203人 | [ 9 ]  |  |
| 2015年（平成27年） | 1,211人 | [ 10 ] |  |

## 小・中学校の学区
市立小・中学校に通う場合、学区は以下の通りとなる。
| 番・番地等 | 小学校             | 中学校             |
| ---------- | ------------------ | ------------------ |
| 全域       | 岡崎市立山中小学校 | 岡崎市立東海中学校 |

## 歴史
額田郡山綱村を前身とする。
8世紀中頃に、額田八郷の一つとして駅家郷ができた。927年の延喜式では、三河国三駅の1つが山綱駅家であるとされている。

### 沿革
- 1889年（明治22年）10月1日 - 町村制施行・合併に伴い、額田郡山中村大字山綱となる[14]。
- 1955年（昭和30年）2月1日 - 岡崎市へ編入し、同市山綱町となる[15]。
- 2001年（平成13年）10月5日 - 本宿町の一部を編入し1〜2丁目を設置。一部が本宿西・本宿茜・本宿台となる[16][17]。

## 交通
- 国道1号
- 国道473号
  - 鉢地峠道
  - 岡崎額田バイパス
  - 樫山街道（国道473号の旧道）
- 愛知県道525号蒲郡環状線
  - 旧三河湾スカイライン
- 岡崎市道舞木蒲郡線
  - 西郡道
- 林道桑谷蒲郡線

## 施設
- 岡崎市立東海中学校
- 岡崎市東部市民センター
- 岡崎市東部地域福祉センター[18]
- 山中学区市民ホーム
- 山中学区こどもの家
- 山中簡易郵便局
- 三河湾国定公園
  - 桑谷山荘（2012年12月31日閉館）
- 伝道寺
- 青木神社
- スギドラッグ本宿店

## ギャラリー
- 山中学区こどもの家
- 山中学区市民ホーム
- 岡崎市東部地域福祉センター
- 岡崎市立東海中学校

## その他

### 日本郵便
- 集配担当する郵便局は以下の通りである[19]。

| 町丁        | 郵便番号 | 郵便局     |
| ----------- | -------- | ---------- |
| 山綱町○丁目 | 444-3516 | 岡崎郵便局 |
| 山綱町字○   | 444-3513 | 岡崎郵便局 |

## 参考資料
- 「角川日本地名大辞典」編纂委員会 編『角川日本地名大辞典 23 愛知県』角川書店、1989年3月8日。ISBN 4-04-001230-5。
- 有限会社平凡社地方資料センター 編『日本歴史地名大系第23巻 愛知県の地名』平凡社、1981年。ISBN 4-582-49023-9。
- 新編岡崎市史編さん委員会 編『新編岡崎市史 総集編 20』1993年。